# Alpe Kögelhof
Die Alpe Kögelhof liegt auf dem Gebiet der Gemeinde Eisenberg im Ostallgäuer Alpenvorland.

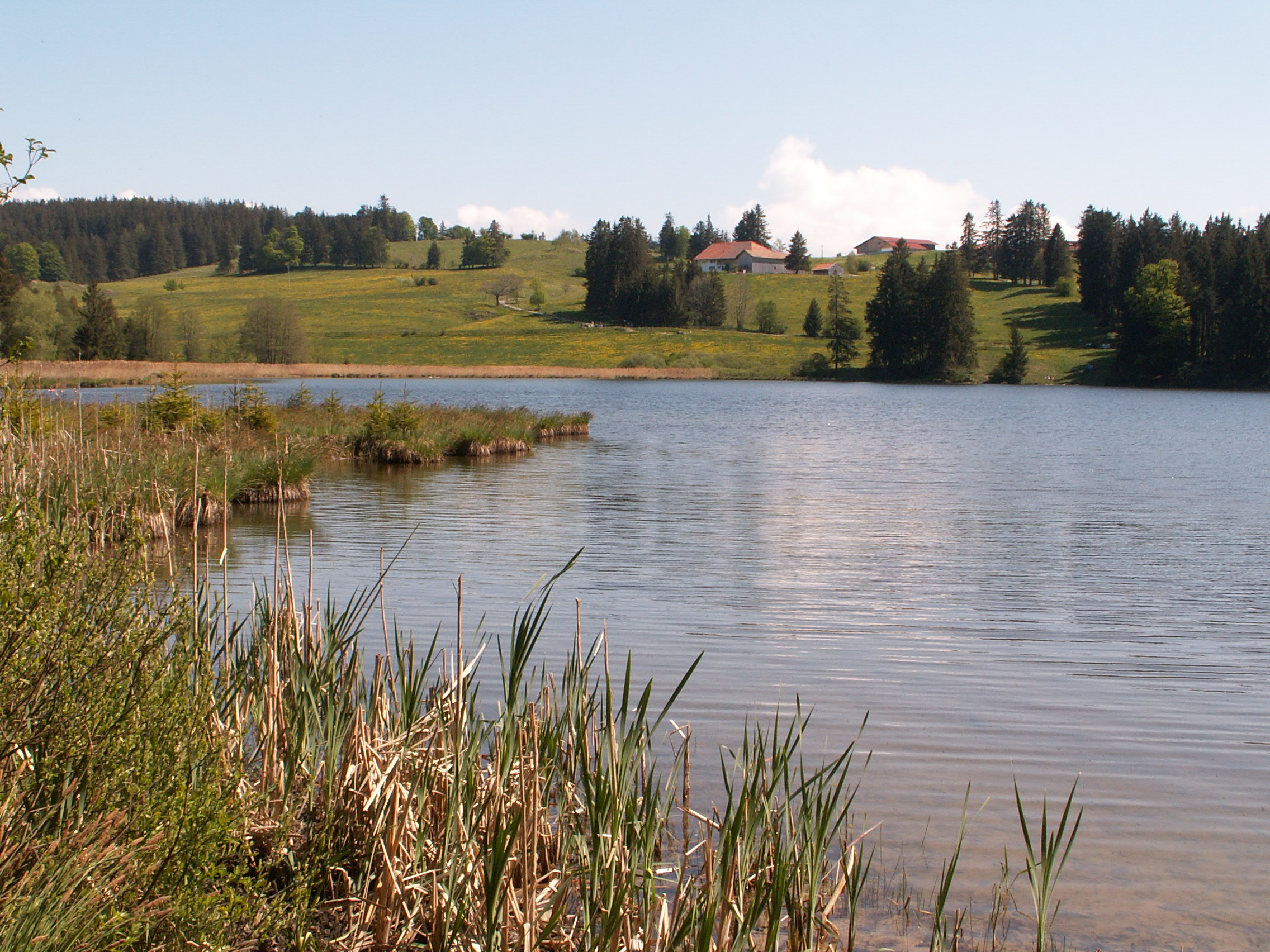
Kögelalpe mit Kögelweiher

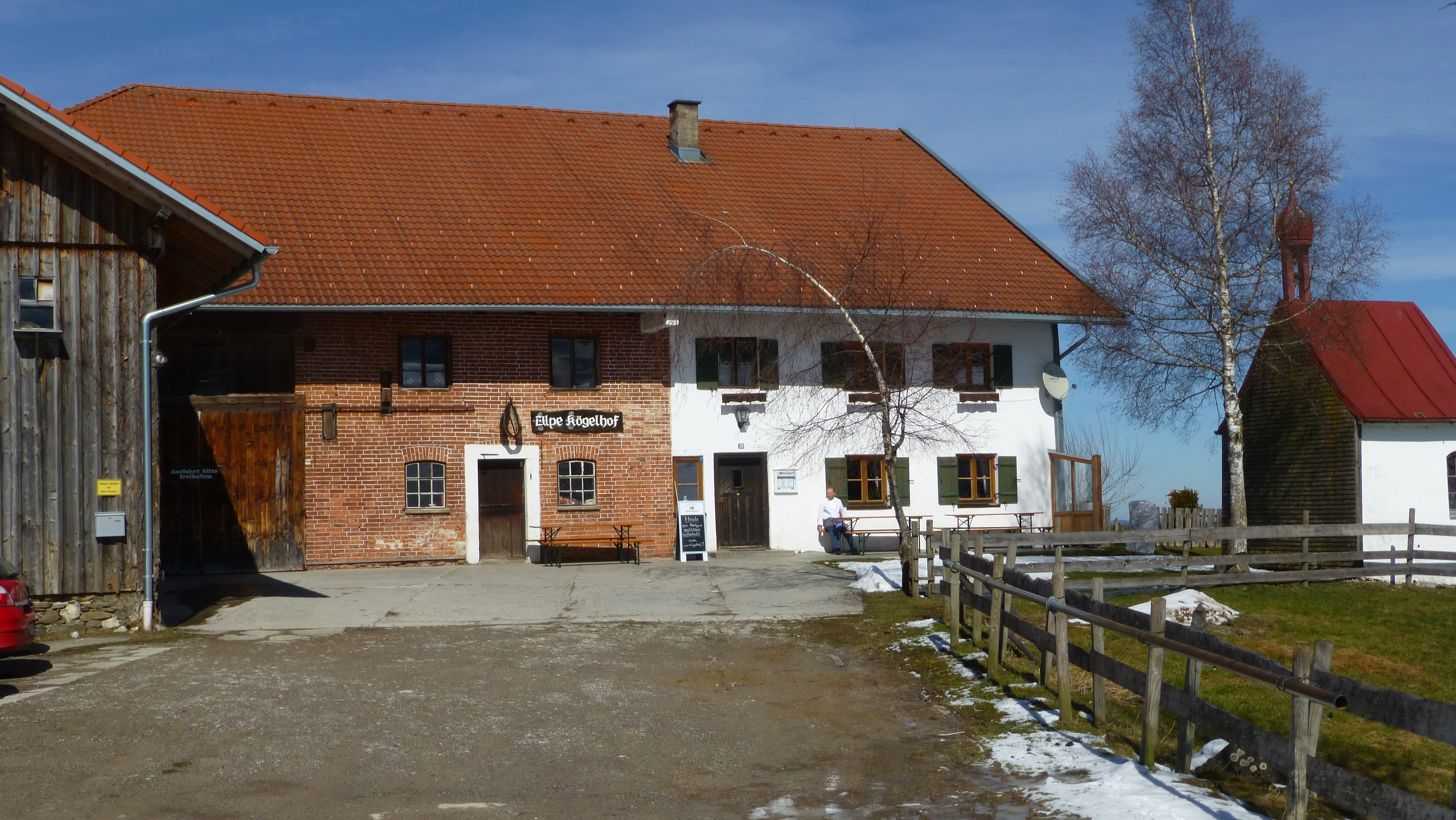
Alpe Kögelhof

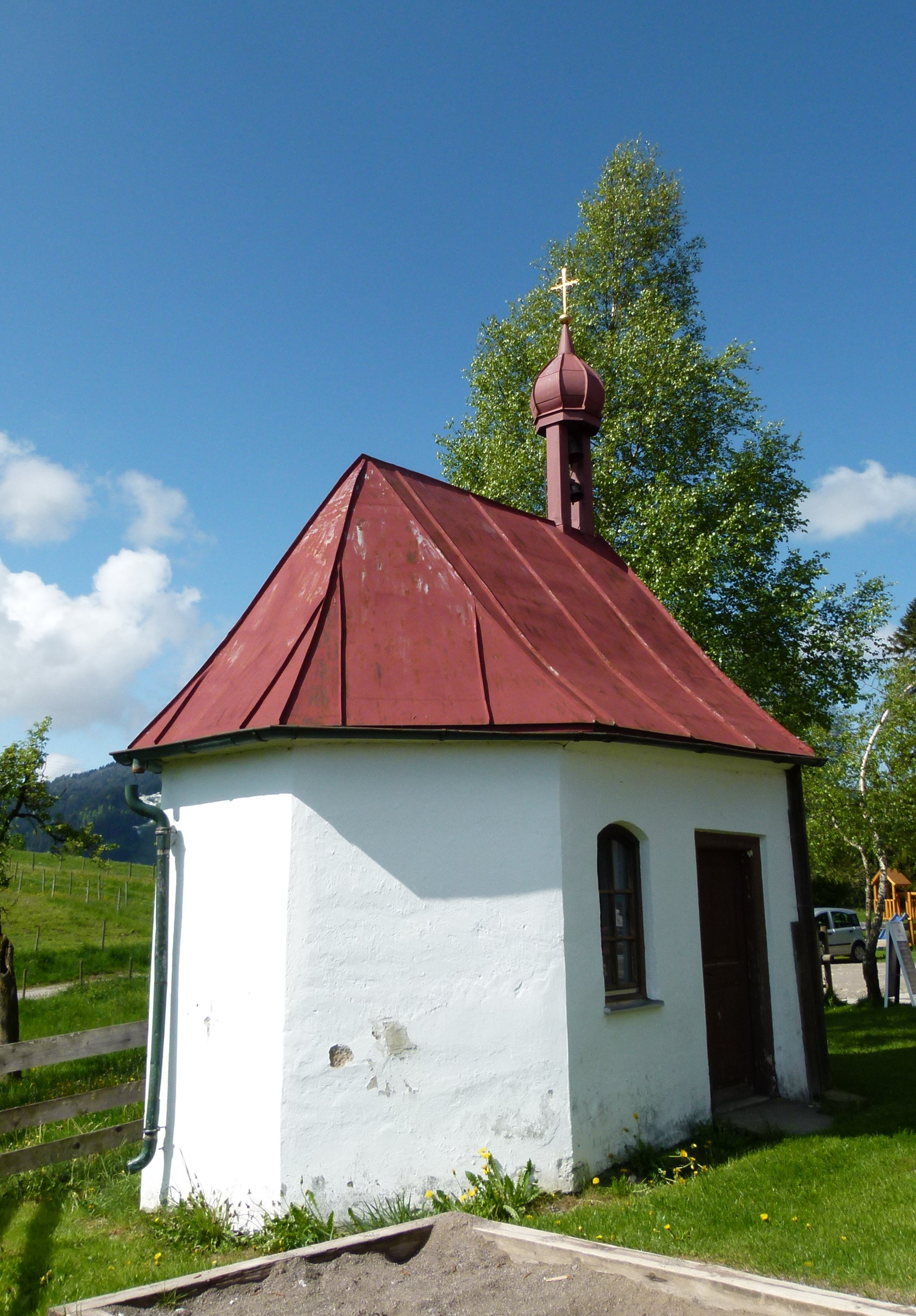
Kapelle St. Wendelin neben dem Kögelhof

## Name
Der Name „Kögelhof“ geht vermutlich auf einen Familien- oder Beinamen zurück. Kegel (Kögel) ist im Füssener Raum als Familienname sehr häufig und in der Stadt ab 1370 nachzuweisen.

## Geschichte
Erstmals erwähnt wird der Kögelhof im Jahre 1316 als „Curia Kegel“. Sie war damals vom Hochstift Augsburg an Dyepold und Ernest von Nesselwang verpfändet.
Die weiteren Inhaber waren:
- um 1400: die Rüverin, eine begüterte Bürgerin aus Füssen
- um 1425: Heinz Frölich von Seeg
- 1450: Jörg Klamer
- um 1460: Utz Stadler von Holzleuten
- 1470: Heinz Stadler und Anna, seine Schwester, Kinder des Utz Stadler
- 1486: Jäck Lang aus Schweinegg
- 1503: sein Sohn Hans Lang und dessen Geschwister
- 1505: Mang Zäch von Osterreuten (Ortsteil der Gemeinde Eisenberg)
- 1519: Stefan von Hohenberg, Inhaber der kleinen Herrschaft Falkensberg. Er gliederte den Kögelhof in die Herrschaft Falkensberg ein. Während diese vom Vorbesitzer, Kaiser Maximilian I. aus dem Lehensverband des Hochstifts ausgelöst und Allodialgut geworden war, blieb das Kögelhofgut nach wie vor ein hochstiftisches Lehen. Stefan von Hohenberg erwarb auch den nordwestlich des Kögelhofs gelegenen Kögelweiher, der zur Fischzucht diente.
- um 1535: Jörg von Hohenberg, Sohn des Stefan von Hohenberg
- um 1555: Hans von Hohenberg zu Falkensberg, der seinen Bruder Jörg beerbte
- 1588: Verkauf der Herrschaft Falkensberg mit dem Kögelhof an die freie Reichsstadt Kempten, die den Kögelhof als Bestandsgut dem Thomas Lipp (1588–1602) und den Kemptener Hans Mayer (1602–1610) verpachtete. 1593 wurden das Wohnhaus und die Stallungen neu errichtet.
- 1610: Verkauf der Herrschaft Falkensberg mit dem Kögelhof an das Kloster St. Mang. Dieses gliederte die Neuerwerbungen verwaltungsmäßig in das Amtmannamt in Rückholz ein und setzte Beständer (Pächter) ein. Diese waren: Jakob Fischer (ab 1610) – Veit Eberle (1622–1662) – Hans Eberle (ab 1662) – Peter Eberle (ab 1689–1696) – Adam Eberle (ab 1718) – Hans Adam Eberle (ab 1740) – Felix Eberle (ab 1777) – Matthias Eberle (1797–1801)
- 1803: Nach der Aufhebung des Klosters gelangte der Kögelhof an den Fürst von Öttingen-Wallerstein. Er hatte die niedere Gerichtsbarkeit (Patrimonialgericht) und alle grundherrlichen Rechte, während die Landeshoheit über allen kirchlichen Besitz an Bayern kam. Der Pächter des Kögelhofes war damals Michael Poppler von Aleuthen (ab 1801).
- 1839: Verkauf an Freiherr Julius von Ponickau. Der Pächter war Xaver Eberle (ab 1842).
- 1848: Durch die Bauernbefreiung, die 1848 vollendet wurde, war Xaver Eberle in freiem Besitz über den Kögelhof (bis 1881)
- 1881: Fridolin Paulsteiner von Schweinegg (bis 1907)

Der Kögelhof gehörte immer noch zur Gemeinde Rückholz. Wegen der großen Entfernung wurde er aber im Jahre 1900 in der Gemeinde Eisenberg eingemeindet. 1907 kaufte den Bauernhof dann die Herdebuchgenossenschaft Nesselwang, die ihn zu einem Vieh- und Weidehof umgestaltete und die Alpe an einen Hirten verpachtete. Noch heute (2012) betreut der Pächter ca. 60 Stück Jungvieh.

## Ausflugsziel
Schon kurz vor oder bald nach dem Zweiten Weltkrieg richteten die Pächter nach und nach auch eine einfache Gastronomie auf der Alpe Kögelhof ein. Sie hat sich inzwischen zu einem gern besuchten Ausflugsziel mit Restaurantbetrieb entwickelt. Lohnend ist ein Besuch der kleinen Kapelle neben dem Kögelhof, in der der Viehpatron St. Wendelin verehrt wird. 1889 hat Fridolin Paulsteiner das Gotteshaus errichten lassen.